# Capixaba
Capixaba is een gemeente in de Braziliaanse deelstaat Acre. De gemeente telt 9.287 inwoners (schatting 2009).

## Aangrenzende gemeenten
De gemeente grenst aan Plácido de Castro, Rio Branco, Senador Guiomard en Xapuri.

### Landsgrens
En met als landsgrens aan de gemeente Bella Flor in de provincie Nicolás Suárez en aan de gemeente Santa Rosa del Abuná in de provincie Abuná in het departement Pando met het buurland Bolivia.